# El conde Lucanor
El conde Lucanor é uma obra narrativa espanhola medieval escrita entre 1330 e 1335 pelo infante Dom João Manuel de Castela. Seu título completo em castelhano medieval é Libro de los enxiemplos del Conde Lucanor et de Patronio (Livro dos exemplos do conde de Lucanor e de Patronio).
É composto de cinco partes; a mais conhecida de todas é uma série de 51 exempla ou contos moralizantes tomados de várias fontes, como Esopo e outros clássicos, bem como de contos tradicionais árabes. A História do deão de Santiago e o mago de Toledo (conto XI) tem semelhanças com contos tradicionais japoneses, e a História de uma mulher chamada dona Truhana (conto VII) - o Conto da leiteira, mas ligeiramente modificado - foi identificado por Max Müller como originado no ciclo hindu Panchatantra.